# Freddie Lewis (cestista 1921)
Frederick Bott Lewis, detto Freddie (Brooklyn, 6 gennaio 1921 – El Dorado, 27 dicembre 1994), è stato un cestista e allenatore di pallacanestro statunitense, professionista nella NBL, nella BAA e nella NBA.

## Palmarès
- NBL Rookie of the Year (1947)
- All-NBL First Team (1947)